# Georg Wilhelm Clarus
Georg Wilhelm Clarus (* 7. Februar 1779 in Frankfurt am Main; † 5. Januar 1860) war ein Politiker der Freien Stadt Frankfurt.
Georg Wilhelm Clarus war Handelsmann in Frankfurt am Main. Von 1821 bis 1847 war er als Rathsverwandter und 1847–1860 als Senator Mitglied im Senat der Freien Stadt Frankfurt. Er gehörte dem Gesetzgebenden Körper 1817 bis 1856 und der Ständigen Bürgerrepräsentation 1817 bis 1821 an. 1821 bis 1823 war er Mitglied des Engeren Rates und 1818 bis 1821 des Stadtrechnungsrevisionskollegs.